# Handball-Oberliga Hamburg/Schleswig-Holstein 2023/24
Die Handball-Oberliga Hamburg/Schleswig-Holstein 2023/24  war die vierzehnte und letzte Spielzeit, welche unter dem Dach der Handballverbände Hamburg und Schleswig-Holstein organisiert wurde und zur höchsten Spielklasse des Verbundes gehörte. Die Oberliga - HH / SH  war nach der Bundesliga, der 2. Bundesliga und der 3. Liga eine der vierthöchsten Spielklassen im deutschen Handball, bevor sie durch die  Regionalliga Nord 2024/25 ersetzt wird.

## Saisonverlauf
Am Ende der Saison 2023/24 wird die Handball-Oberliga Hamburg/Schleswig-Holstein Geschichte sein. Die untergeordneten Ligen werden von Hamburgliga auf Oberliga-Hamburg und Schleswig-Holstein-Liga auf Oberliga-Schleswig-Holstein umbenannt.

### Modus
Männer: Vierzehn Mannschaften werden eine Hin- und Rückrunde spielen. Nach Abschluss der daraus resultierenden Spieltage wird der Meister in die 3. Liga aufsteigen und die letzten drei Mannschaften in die Verbandsligen absteigen. Der Modus wird für Männer und Frauen gleich sein.
Frauen: Vierzehn Mannschaften spielten eine Hin- und Rückrunde. Nach Abschluss der daraus resultierenden Spieltage wurde der HH/SH-Meister ermittelt, der sich damit auch für die Aufstiegsrelegation zur 3. Liga (Handball) 2024/25 qualifizierte. Sollte der HH/SH-Meister nicht an der Aufstiegsrelegation zur 3. Liga teilnehmen können oder wollen, kann der Vizemeister gemeldet werden. Die Plätze 12 bis 14 steigen direkt in die Verbandsligen ab.  Bei Punktgleichheit galt der direkte Vergleich.

## Teilnehmer
Nicht mehr dabei waren die Aufsteiger der Vorsaison. Neu hinzukamen ein Absteiger (A) von der 3. Liga kommend und die Aufsteiger (N) aus den Verbandsligen.

### Abschlusstabelle Männer

Handballverband Hamburg

Handballverband Schleswig-Holstein

|     | Verein                             | Spiele | Punkte |
| --- | ---------------------------------- | ------ | ------ |
| 1.  | DHK Flensborg (A)                  | 26     | 43:90  |
| 2.  | MTV Lübeck (N)                     | 26     | 43:90  |
| 3.  | HG Hamburg-Barmbek                 | 26     | 34:18  |
| 4.  | Handball Sport Verein Hamburg 2    | 26     | 34:18  |
| 5.  | THW Kiel 2                         | 26     | 33:19  |
| 6.  | TSV Hürup                          | 26     | 29:23  |
| 7.  | TSV Ellerbek                       | 26     | 29:23  |
| 8.  | AMTV Hamburg                       | 26     | 28:24  |
| 9.  | SG Flensburg-Handewitt 2           | 26     | 21:31  |
| 10  | HSG Marne/Brunsbüttel              | 26     | 19:33  |
| 11. | HSG Schülp/Westerrönfeld/Rendsburg | 26     | 18:34  |
| 12. | TSV Kronshagen                     | 26     | 17:35  |
| 13. | TSV Uetersen (N)                   | 26     | 12:40  |
| 14. | HSG Mönkeberg-Schönkirchen (N)     | 26     | 04:48  |

### Abschlusstabelle Frauen
| 1. | TSV Altenholz                | 10 | 13:70 |
| 2. | HSG Eider Harde              | 10 | 11:90 |
| 3. | HG Owschlag-Kropp-Tetenhusen | 10 | 11:90 |
| 4. | HL Buchholz 08-Rosengarten   | 10 | 09:11 |
| 5. | Bredstedter TSV              | 10 | 08:12 |
| 6. | HSG Tarp-Wanderup (N)        | 10 | 08:12 |

| Abstiegsrunde |                                   |        |        |
| Pl.           | Verein                            | Spiele | Punkte |
| 7.            | ATSV Stockelsdorf                 | 14     | 21:7   |
| 8.            | Preetzer TSV                      | 14     | 16:12  |
| 9.            | FC St. Pauli                      | 14     | 16:12  |
| 10            | HC Treia/Jübek (N)                | 14     | 15:13  |
| 11.           | Slesvig IF                        | 14     | 15:13  |
| 12.           | SG Hamburg-Nord                   | 14     | 15:13  |
| 13.           | SG Altona (N)                     | 14     | 08:20  |
| 14.           | HSG Fockbek/Nübbel/Alt Duvenstedt | 14     | 06:22  |

(A) = Absteiger aus der 3. Liga (N) = neu in der Liga Endstand 25. Mai 2024
  Meister und Aufsteiger zur 3. Liga 2024/25
  Meister und Aufsteiger (Teilnehmer an der Aufstiegsrelegation zur 3. Liga) 2024/25
 Für die Regionalliga Nord 2024/25 qualifiziert

## Aufstiegsrelegation zur 3. Liga (Frauen)
Die 3. Liga (Frauen) soll ab der kommenden Saison von 48 auf nur noch 36 Teams reduziert werden. Dazu wird am Ende dieser Saison mit den Oberligameistern eine Aufstiegsrelegation zur 3. Liga (Frauen) durch den DHB, vom 27./28. April bis 8./9. Juni 2024, ausgetragen. Dabei werden drei Gruppen in Nord, Mitte und Süd mit je vier Mannschaften gebildet. Der Oberligameister HH/SH nimmt an der Nordgruppe teil.  Jede Gruppe spielt eine Hin- und Rückrunde, wobei sich jeweils die zwei bestplatzierten Teams für die 3. Liga (Frauen) 2024/25 qualifizieren.
In der Nordgruppe treten die Meister der Oberliga Hamburg/Schleswig-Holstein (OL-HH/SH), Oberliga Ostsee-Spree (OL-OS) sowie Meister und Vizemeister der Oberliga Niedersachsen (OL-NI) gegeneinander an. Am Ende der Relegation gilt bei Punktgleichheit der direkte Vergleich.

### Gruppe Nord
Ausspielung vom 27./28. April bis 8./9. Juni 2024. Stand 9. Juni 2024
|    | Mannschaft                     | Sp | S | U | N | Tore    | Diff. | Pkte |
| -- | ------------------------------ | -- | - | - | - | ------- | ----- | ---- |
| 1. | TSV Altenholz (OL-HH/SH)       | 6  | 5 | 0 | 1 | 168:144 | +24   | 10:2 |
| 2. | Berliner TSC (OL-OS)           | 6  | 3 | 1 | 2 | 158:149 | +9    | 7:5  |
| 3. | SV Altencelle (OL-Ni 1)        | 6  | 3 | 0 | 3 | 159:150 | +9    | 6:6  |
| 4. | Eintracht Hildesheim (OL-NI 2) | 6  | 0 | 1 | 5 | 136:178 | −42   | 1:11 |

 Aufsteiger zur 3. Liga (Frauen) 2024/25.